# Helen Ranney
Helen Margaret Ranney, née le 12 avril 1920 et morte le 5 avril 2010 est un médecin et hématologue américaine. Elle a apporté d'importantes contributions à la recherche sur l'anémie falciforme.

## Biographie

### Enfance
Helen est née en avril 1920, à Summer Hill, un comté de Cayuga à New York, où ses parents dirigent une ferme laitière. Ses deux parents, dont sa mère qui est enseignante, encouragent Helen Margaret Ranney dans ses études et dans la poursuite d'une carrière professionnelle. Elle fréquente une école constituée d'une seule classe dans son enfance, puis fréquente le Barnard College où elle est diplômée avec distinction en 1941, avec le plan d'étudier le droit. Cependant, c'est ici qu'elle décide d'étudier la médecine, en disant: « La médecine tente de réparer ce qu'elle étudie ». Elle rencontre d'abord des obstacles pour poursuivre ses études médicales à Columbia, en raison de son sexe, mais les changements de politique pendant la Seconde Guerre mondiale permettent son admission au Collège des médecins et chirurgiens de l'Université Columbia.

### Carrière
Helen Margaret Ranney est enseignante à l'école Harvard Medical School. Elle travaille comme médecin du personnel à l'hôpital américain Brigham and Women's. Elle est la première femme à occuper le poste de présidente de l'Association of American Physicians et de l'American Society of Hematology. Elle est également l'une des premières femmes à être admise à l'American Society for Clinical Investigation et est la première femme honorée en tant que médecin émérite de l'Administration des anciens combattants. Elle débute des recherches sur l'Hémoglobine en 1953 en étant la première à utiliser l'électrophorèse sur papier pour séparer l'hémoglobine humaine, travail qui aide à comprendre l'hérédité de la drépanocytose. En 1960, Helen Margaret Ranney cofonde la clinique de l'hérédité à l'Albert Einstein College of Medicine.
Margaret est membre du corps professoral et la première femme à diriger le département de médecine de l'Université de Californie, San Diego School of Medicine. En 1973, elle est élue membre de l'Académie nationale des sciences et de l'Institut de médecine,. Elle est élue membre de l'Académie américaine des arts et des sciences en 1975. Elle est morte le 5 avril 2010.

## Récompenses, distinctions et adhésions
- Elle reçoit le Dr Martin Luther King, Jr., Medical Achievement Award en 1972 pour son travail sur les troubles sanguins, qui comprenait la première description de la structure anormale des cellules sanguines et des facteurs génétiques liés à la drépanocytose[2].
- Présidente de l'association des médecins américains (première femme à occuper ce poste).
- Médecin émérite de l'Administration des anciens combattants (la première femme ainsi honorée)[2].
- Présidente de la société américaine d'hématologie.
- Maître de l'American College of Physicians.
- Élue en 1973 aux académies nationales (maintenant appelés académies nationales des sciences, d'ingénierie et de médecine)[4].